# Leuconephra plumosa
Leuconephra plumosa är en fjärilsart som beskrevs av George Francis Hampson. Leuconephra plumosa ingår i släktet Leuconephra och familjen nattflyn. Inga underarter finns listade i Catalogue of Life.